# Totul despre sex (carte)
Totul despre sex (în engleză, în original, Sex and the City) este o carte scrisă de Candace Bushnell, pe baza unei rubrici cu același titlu, susținută de autoare în ziarul The New York Observer pe parcursul mai multor ani. Cartea a fost ecranizată într-un popular serial american și un film de lung metraj cu același titlu.